# Pyrinia abditaria
Pyrinia abditaria là một loài bướm đêm trong họ Geometridae.